# Arcidiocesi di Doclea

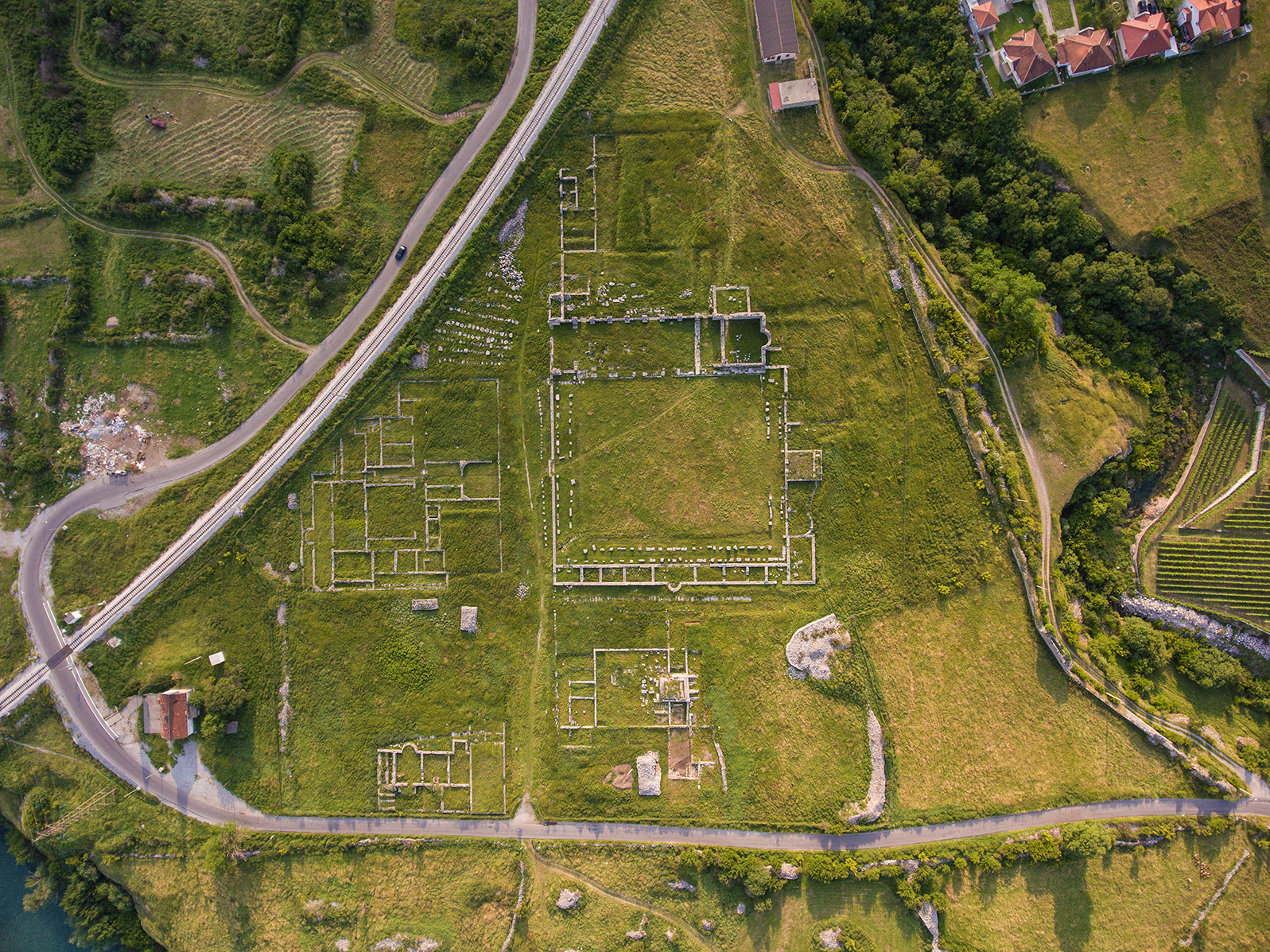
Vista aerea parziale delle rovine di Doclea.

L'arcidiocesi di Doclea (in latino Archidioecesis Docleensis) è una sede soppressa e sede titolare della Chiesa cattolica.

## Storia
Doclea (o Dioclea), le cui rovine si trovano nei pressi di Podgorica in Montenegro, fu una delle capitali della provincia romana della Praevalitana, istituita dall'imperatore Diocleziano nella sua riforma amministrativa del 293 con la separazione della parte meridionale dalla provincia della Dalmazia.
La cristianizzazione della Praevalitana è attestata per la prima volta all'inizio del IV secolo da alcuni reperti archeologici. Notevole è la cosiddetta "coppa di Podgorica ", scoperta nel 1870, una coppa in vetro con raffigurazioni tratte da episodi dell'Antico e del Nuovo Testamento.
Ignota invece è l'origine della diocesi di Doclea, i cui pochi vescovi noti sono spesso confusi con quelli di Dioclea nella Frigia Pacaziana o con quelli di Diocleziana nella Dardania. Primo vescovo che Farlati assegna a questa diocesi è Evandro, che prese parte al concilio di Calcedonia nel 451; studi recenti e gli editori dell'edizione critica degli atti conciliari assegnano invece questo vescovo alla diocesi di Dioclea in Frigia. Due vescovi certi di Doclea sono documentati nell'epistolario di papa Gregorio Magno: Paolo, che fu deposto per aver commesso dei crimini, e il suo successore Nemesio, a cui il papa nel 602 prescrisse le pene canoniche previste per le violenze commesse dal vescovo.
Inizialmente Doclea era suffraganea dell'arcidiocesi di Salona, ma successivamente entrò a far parte della provincia ecclesiastica di Scutari, come documentano le lettere di papa Gregorio Magno. Nel VII secolo la sede fu di fatto soppressa dopo le distruzione portate dalle invasioni degli Avari e delle altre tribù slave.
Nell'877 circa, in occasione del sinodo di Dumno (synodus Delmitanus), la diocesi fu ripristinata ed elevata al rango di sede metropolitana della Chiesa bulgara a scapito della sede di Scutari. Secondo Farlati alla provincia ecclesiastica di Doclea appartenevano ben 12 diocesi suffraganee: Antivari, Budua, Cattaro, Dulcigno, Suacia, Scutari, Drivasto, Pult, Serbia, Bosnia, Zachlumium e Trebigne. Di questo periodo è noto un solo arcivescovo, Giovanni, che prese parte nel 925 ad un concilio celebrato a Spalato. Due anni dopo però la città fu definitivamente distrutta e il vescovo fuggì a Ragusa in Dalmazia.
All'epoca il territorio era conteso, dal punto di vista ecclesiastico, tra la Chiesa di Roma, la Chiesa bulgara e il patriarcato di Costantinopoli. Infatti, in una Notitia Episcopatuum del patriarcato, databile alla fine del X secolo, compare anche la sede di Doclea, che però era suffraganea dell'arcidiocesi greca di Durazzo. Questa indicazione sembrerebbe tuttavia più teorica che reale, poiché all'epoca della stesura della Notitia l'arcidiocesi di Doclea non esisteva più.
Nel corso dell'XI secolo iniziò una lunga controversia, che si protrasse fino al XIII secolo, tra le sedi di Ragusa in Dalmazia e di Antivari, poiché entrambe rivendicavano i diritti metropolitici che erano stati di Doclea. I vescovi di Antivari, per giustificare i propri presunti diritti, si fregiarono a lungo del titolo di "vescovi di Doclea", come appare, per la prima volta, in una lettera di papa Alessandro II nel 1067 indirizzata a Pietro, arcivescovo Diocleensis atque Antibarensis ecclesiae. Il titolo era ancora appannaggio nel 1199 di Giovanni Diocliensi archiepiscopus.
Dal XX secolo Doclea è annoverata tra le sedi arcivescovili titolari della Chiesa cattolica; dal 12 dicembre 1985 l'arcivescovo titolare è Pier Luigi Celata, già vice camerlengo della Camera Apostolica e già segretario del Pontificio consiglio per il dialogo interreligioso.

## Cronotassi

### Vescovi e arcivescovi residenti
- Evandro ? † (menzionato nel 451)
- Paolo † (menzionato nel 590 circa)
- Nemesio † (menzionato nel 602)
- Anonimo † (menzionato nell'877 circa)
- Giovanni † (menzionato nel 900 circa)

### Arcivescovi titolari
- Carlo Bertuzzi † (10 maggio 1910[13] - 4 gennaio 1914 deceduto)
- Henri Doulcet, C.P. † (17 marzo 1914[13] - 27 luglio 1916 deceduto)
- Pietro Fumasoni Biondi † (14 novembre 1916[13] - 13 marzo 1933 nominato cardinale presbitero di Santa Croce in Gerusalemme)
- Paolo Marella † (15 settembre 1933 - 31 marzo 1960 nominato cardinale presbitero di Sant'Andrea delle Fratte)
- Egano Righi-Lambertini † (9 luglio 1960 - 30 giugno 1979 nominato cardinale diacono di San Giovanni Bosco in Via Tuscolana)
- Jozef Tomko † (12 luglio 1979 - 25 maggio 1985 nominato cardinale diacono di Gesù Buon Pastore alla Montagnola)
- Pier Luigi Celata, dal 12 dicembre 1985